# باول غينتايل
باول غينتايل (بالإنجليزية: Paul Gentile)‏ هو محامي أمريكي، ولد في 23 يوليو 1943 في ذا برونكس في الولايات المتحدة.